# Мала Уцька
45°14′ пн. ш. 14°12′ сх. д. / 45.23° пн. ш. 14.20° сх. д.
Мала Уцька (хорв. Mala Učka) — населений пункт у Хорватії, у Приморсько-Горанській жупанії у складі громади Мощеницька Драга.

## Населення
Населення за даними перепису 2011 року становило 1 осіб.
Динаміка чисельності населення поселення:

## Клімат
Середня річна температура становить 11,50 °C, середня максимальна – 23,76 °C, а середня мінімальна – -1,02 °C. Середня річна кількість опадів – 1308 мм.
| Клімат поселення                              | Клімат поселення | Клімат поселення | Клімат поселення | Клімат поселення | Клімат поселення | Клімат поселення | Клімат поселення | Клімат поселення | Клімат поселення | Клімат поселення | Клімат поселення | Клімат поселення | Клімат поселення |
| Показник                                      | Січ.             | Лют.             | Бер.             | Квіт.            | Трав.            | Черв.            | Лип.             | Серп.            | Вер.             | Жовт.            | Лист.            | Груд.            |                  |
| Середній максимум, °C                         | 8,10             | 8,04             | 10,54            | 14,53            | 19,21            | 23,18            | 23,76            | 23,23            | 18,92            | 14,77            | 9,87             | 7,54             |                  |
| Середня температура, °C                       | 3,57             | 3,50             | 6,00             | 10,01            | 14,68            | 18,65            | 21,02            | 20,50            | 16,18            | 12,01            | 7,12             | 4,78             |                  |
| Середній мінімум, °C                          | −0,98            | −1,02            | 1,46             | 5,48             | 10,14            | 14,11            | 18,28            | 17,75            | 13,44            | 9,26             | 4,37             | 2,03             |                  |
| Норма опадів, мм                              | 102              | 85               | 97               | 102              | 92               | 107              | 71               | 96               | 117              | 149              | 161              | 129              |                  |
| Середньомісячна швидкість вітру, м/с          | 3.06             | 3.25             | 3.26             | 3.10             | 2.80             | 2.69             | 2.60             | 2.65             | 2.78             | 3.09             | 3.33             | 3.30             |                  |
| Середньомісячна сонячна радіація, кДж/м²·день | 4488             | 7358             | 10561            | 15035            | 19150            | 20728            | 21916            | 18827            | 13967            | 9098             | 4894             | 3780             |                  |
| --------------------------------------------- | ---------------- | ---------------- | ---------------- | ---------------- | ---------------- | ---------------- | ---------------- | ---------------- | ---------------- | ---------------- | ---------------- | ---------------- | ---------------- |
| Джерело:                                      |                  |                  |                  |                  |                  |                  |                  |                  |                  |                  |                  |                  |                  |